# Daniel Born

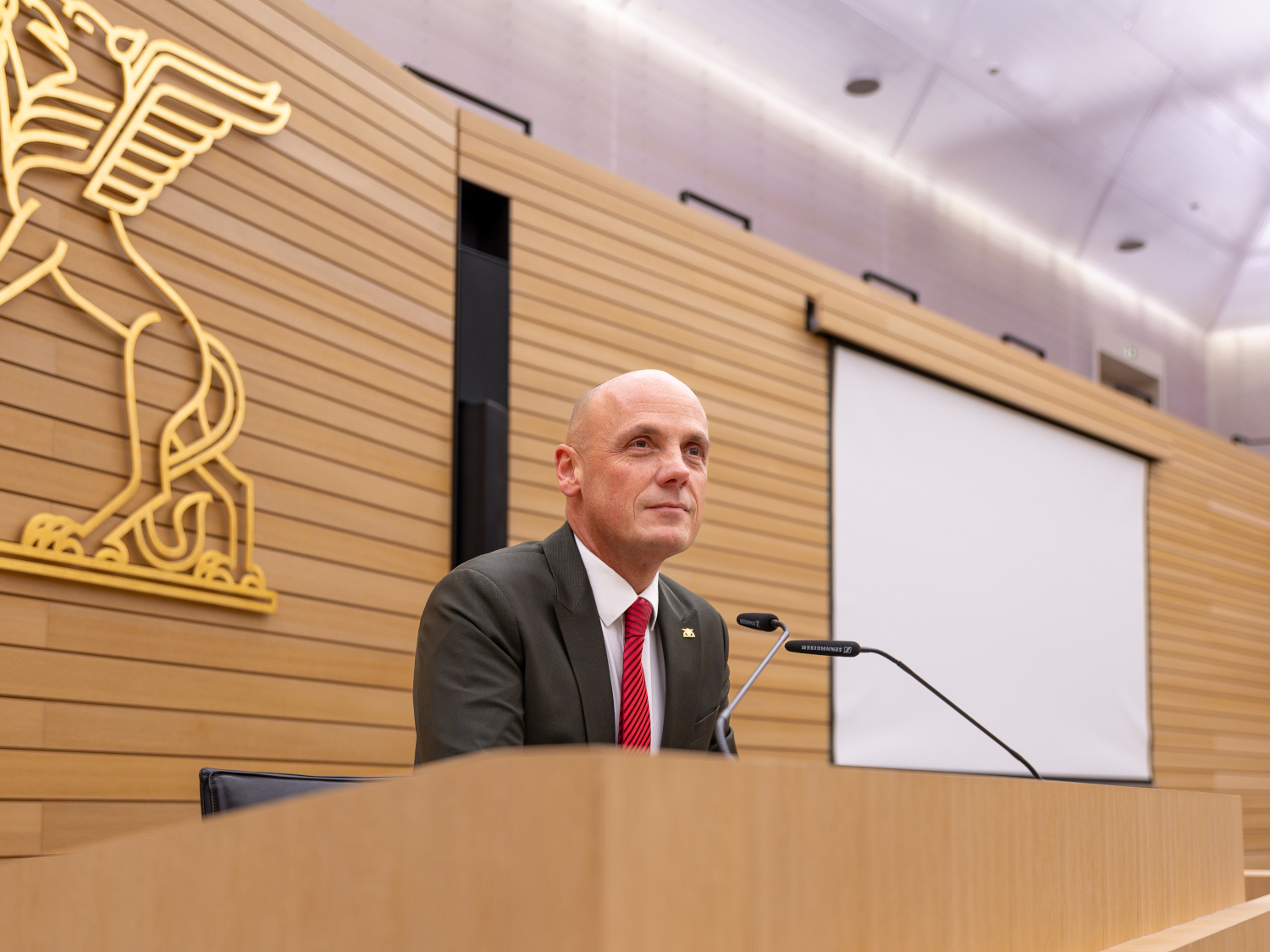
Daniel Born als Vizepräsident im Plenarsaal des Landtags von Baden-Württemberg (2024)

Daniel Born (* 17. September 1975 in Speyer) ist ein deutscher Politiker (SPD) und seit 2016 Abgeordneter im Landtag von Baden-Württemberg. Von Mai 2021 bis Juli 2025 war er Vizepräsident des Landtags. Am 25. Juli 2025 trat er von diesem Amt zurück und erklärte zudem seinen Austritt aus der SPD-Landtagsfraktion, nachdem er eingeräumt hatte, bei einer geheimen Wahl im Landtag auf dem Stimmzettel hinter den Namen eines AfD-Kandidaten ein Hakenkreuz gesetzt zu haben.

## Leben
Born studierte nach dem Abitur in Schwetzingen Rechtswissenschaften an der Universität Konstanz. Das Rechtsreferendariat in Mannheim und New York City schloss er mit dem zweiten juristischen Staatsexamen ab und trat danach in den Dienst der Bundesagentur für Arbeit, wo er zuletzt in Karlsruhe die Bereiche Akademische Vermittlung, Berufs- und Studienorientierung an Gymnasien und Beratung im Hochschulteam leitete.
Born ist ledig, bezeichnet sich selbst als queer bzw. schwul und ist evangelischer Konfession.

## Politik
In die SPD trat Born im Jahr 1991 ein und übernahm hier und bei den Jusos verschiedene Parteiämter. Er gehörte dem Gemeinderat von Oberhausen-Rheinhausen von 2009 bis 2016 und dem Kreistag im Landkreis Karlsruhe an. Born war von 2017 bis 2023 Mitglied der Antragskommission und von 2018 bis 2025 Mitglied des Landesvorstands der SPD Baden-Württemberg. Von Herbst 2020 bis Juli 2025 gehörte Born dem Präsidium des SPD-Landesverbands Baden-Württemberg an. Von 2021 bis 2025 war Born Co-Vorsitzender des SPD-Kreisverbands Rhein-Neckar.
Die erste Mitgliederbefragung zu einer SPD-Bundestagskandidatur gewann Born 2013 mit 59,6 % im Bundestagswahlkreis Bruchsal – Schwetzingen. Bei der folgenden Bundestagswahl unterlag er dem CDU-Kandidaten. Für die Landtagswahl 2016 wurde er nominiert und erreichte im Landtagswahlkreis Schwetzingen ein Zweitmandat.
Born war bis Juli 2025 im Landtag Mitglied im Ausschuss für Kultus, Jugend und Sport und im Ausschuss für Landesentwicklung und Wohnen. Er war für die SPD-Landtagsfraktion wohnungs- und mietenpolitischer Sprecher, Sprecher für frühkindliche Bildung und Grundschulen sowie religionspolitischen Sprecher. Als Landtagsvizepräsident war Born zudem Mitglied des Fraktionsvorstandes. Außerdem vertrat er seine Fraktion im Landesbeirat für Akzeptanz und gleiche Rechte des Sozialministeriums. Von 2019 bis 2021 war er Vorsitzender des Arbeitskreises Wirtschaft, Arbeit und Wohnungsbau der SPD-Landtagsfraktion Baden-Württemberg.
Bei der Landtagswahl 2021 zog Born erneut über ein Zweitmandat in den Landtag ein. In der konstituierenden Sitzung des 17. Landtags wurde er zum Vizepräsidenten des Landtags gewählt. Born wurde am 22. Dezember 2021 als Delegierter in die 17. Bundesversammlung gewählt, musste jedoch sein Mandat wegen einer Infektion mit dem Coronavirus zurückgeben.
Im Juli 2025 trat Born vom Posten des Landtagsvizepräsidenten zurück und aus der SPD-Landtagsfraktion aus, nachdem er eingeräumt hatte, bei der Wahl der Delegierten des Landtags für den Oberrheinrat auf dem Stimmzettel den Namen des AfD-Kandidaten Bernhard Eisenhut mit einem Hakenkreuz gekennzeichnet zu haben; der Stimmzettel wurde als ungültig gewertet. Er kündigte an, auf seine Landtagskandidatur zu verzichten, wolle sein Mandat aber noch bis zum Ende der Legislaturperiode ausüben. Sowohl das SPD-Präsidium im Land als auch die SPD Rhein-Neckar forderten ihn zu einem kompletten Rückzug inklusive Niederlegung des Mandats auf.
Born sprach im Anschluss von einer „Kurzschlussreaktion“, durch die er habe zeigen wollen, „dass Stimmen für die AfD egal bei welcher Wahl immer Stimmen für rechten Hass und Hetze“ seien. Die SPD-Fraktion hatte vor Bekanntwerden der Identität des Verantwortlichen verlauten lassen, dass dieser des Parlaments nicht würdig sei und umgehend zurücktreten solle. Die Landtagsverwaltung hatte nach dem Vorfall unter anderem wegen Verwendens von Kennzeichen verfassungswidriger Organisationen Strafanzeige gegen Unbekannt erstattet. Die Staatsanwaltschaft Stuttgart bewertete Borns Verhalten mangels Öffentlichkeit der Handlung als nicht strafbar und lehnte die Einleitung eines Ermittlungsverfahrens daher ab.

## Politische Positionen
Born setzt sich für die gebührenfreie Kindertagesstätte ein. Im Rahmen einer Landtagsdebatte zu diesem Thema lehnte er das Verursacherprinzip ab und bezeichnete Gebühren für Kindertagesstätten als „Familiensteuer, die sofort abgeschafft werden muss“.
Nach einem zweitägigen Besuch in Kiew im April 2023 äußerte sich Born gegenüber der Presse positiv über das Konzept der gesamtgesellschaftlichen Verteidigung gegen den russischen Überfall auf die Ukraine: „Die Kultur der ukrainischen Zivilgesellschaft ist ein entscheidender Faktor ihrer Wehrhaftigkeit. Es sind gerade die gesellschaftlichen Netzwerke, die die Ukrainer so zusammenschweißen und die dazu beitragen, dass die Ukraine diesem verbrecherischen Angriff einer Atommacht standhalten kann.“
Bundesweite Aufmerksamkeit erregte Born im Sommer 2024 mit seiner Forderung, die Aufklärung über die Gefahren der sogenannten „Loverboy-Methode“, mit der Mädchen in die Prostitution gezwungen werden, in den Bildungsplänen und Schutzkonzepten von Schulen zu verankern.
Born bezeichnete die AfD als „rechtsextreme Partei“, die „ganze Bevölkerungsgruppen in ihrer Menschenwürde“ verletze.

## Sonstige Funktionen und Mitgliedschaften
Born ist ehrenamtlicher Filmprüfer bei der Freiwilligen Selbstkontrolle der Filmwirtschaft und engagiert sich in verschiedenen Funktionen bei der Arbeiterwohlfahrt. Er ist ehrenamtliches Mitglied des Medienrates der Landesanstalt für Kommunikation Baden-Württemberg, Sprecher der Landesarbeitsgemeinschaft Baden-Württemberg von Gegen Vergessen – Für Demokratie e.V., Mitglied des Kuratoriums der Bundesakademie Trossingen, des Kuratoriums der Stiftung Kinderland Baden-Württemberg und des Kuratoriums des Landesverbands Theater in Schulen Baden-Württemberg.